# Супрутка (приток Нудоли)
Супрутка — река в Московской области России, левый приток реки Нудоли, впадающей в Истринское водохранилище. Протекает по территории Клинского района. На Супрутке расположена деревня Екатериновка.

## Гидрология
Длина — 7 км. Равнинного типа. Питание преимущественно снеговое. Супрутка замерзает в ноябре — начале декабря, вскрывается в конце марта — апреле.